# The Transformers
«The Transformers», також знаний як «Transformers: Generation 1» — перший мультсеріал про трансформерів у однойменній франшизі, що вийшов 1984 року. Він був створений на основі серії іграшок «Трансформери» та задумувався в тому числі для їх реклами. Мультсеріал тривав чотири сезони і мав один повнометражний мультфільм 1986 року. Після здобуття всесвітньої популярності, отримав численні продовження і перезапуски.
В Японії виходив під назвою «Fight! Super Robot Life-Form Transformers» (яп. 戦え！超ロボット生命体トランスフォーマー) перші два сезони і «Fight! Super Robot Life-Form Transformers 2010» (яп. 戦え！超ロボット生命体トランスフォーマー２０１０) в третьому сезоні. Назву «Generation 1» він здобув у 1992 році, після виходу оновленої серії іграшок і супутньої продукції «Transformers: Generation 2».
В Україні транслювався під назвою «Трансформери: Генерація 1» з 21 травня 1994 по 1995 рік у двоголосому закадровому озвученні телекомпанії «ICTV».
Сюжет оповідає про роботів-іншопланетян трансформерів, які в результаті війни між двома своїми фракціями, миролюбними Автоботами і злими Десептиконами, опинилися на планеті Земля. Тепер Автоботи повинні боротися з Десептиконами не лише через старі суперечки, а й заради захисту людей.

## Сюжет
Пілотні епізоди (1-3)
Мільйони років тому на планеті Кібертрон жила цивілізація розумних роботів, здатних змінювати свою форму — трансформерів. Вони були розділені на два табори: Автоботів (Кіберів) і Десептиконів (Обманоїдів). Десептикони на чолі з Меґатроном прагнули безмежного володіння Кібертроном, а Автоботи разом з їхнім лідером Оптімусом Праймом (Оптімусом Найкращим) боролися проти їхніх загарбань. Упродовж війни ресурси планети вичерпалися, тому Автоботи спорядили експедицію в космос для пошуку джерел енергії.
Корабель Автоботів «Ковчег» успішно стартував, але за ним полетів і «Немезида» — судно Десептиконів, які хотіли дізнатися, що задумали їхні противники. Десептикони взяли «Ковчег» на абордаж, в результаті сутички обидва кораблі втратили керування та зазнали аварії на Землі, де деактивувалися.
Через чотири мільйони років, у 1984, через вибух вулкана, бортовий комп'ютер «Ковчега» ввімкнувся і став ремонтувати роботів. Він запустив супутник, який знайшов підходящі альтернативні форми для трансформерів, та надав їх роботам на борту. Першими були полагоджені Десептикони, котрі, побачивши, що Земля багата різноманітними ресурсами, вирушили на пошуки матеріалів для будівництва нового корабля, аби перетворити ресурси на цінний енергон і доставити їх на Кібертрон. Поки Автоботи пробудилися, вороги вже почали будувати собі штаб, розграбувавши людське містечко.
Десептикони атакують нафтовидобувну платформу, в цей час їх наздоганяють Автоботи, але Меґатрон підриває платформу і тікає з нафтою, попередньо перетвореною на енергон. Врятувавши людей там, Автоботи знайомляться з молодим чоловіком Спайком (Списом) Вітвікі, який цікавиться трансформерами і всіляко хоче їм допомогти.
Десептикони розграбовують і руйнують різноманітні людські об'єкти і, хоч Автоботи з ними активно борються, захищаючи при цьому землян, добудовують корабель для повернення на Кібертрон. Меґатрон зі своєю командою відлітають, але Міраж, який пробрався на борт, проводить диверсію. Десептикони падають в океан, а Міраж повертається до решти Автоботів.
Світові уряди надають трансформерам ресурси для ремонту «Ковчега». Спайк з батьком також хочуть полетіти на Кібертрон. Тим часом Меґатрон вибирається з затонулого корабля та пливе на поверхню.
Сезон 1 (4-16)
Десептикони, здавалося, переможені, але насправді вижили і беруться будувати Космічний Міст для відправки на Кібертрон. Завдяки старанням Автоботів туди вирушає тільки сам Меґатрон, а Старскрім (Зорекрик) користується нагодою захопити владу серед Десептиконів. Та коли Меґатрон повертається, він продовжує втілення своїх планів.
Десептикони конструюють собі на допомогу Диноботів (Кіберзаврів) — роботів-динозаврів, які переходять на бік Автоботів. Меґатрон змінює свій початковий задум — замість відправляти ресурси на Кібертрон, він змушує людей побудувати надпотужний Космічний Міст, щоб перенести до Землі рідну планету.
Кібертрон наближається до Землі, спричиняючи численні катаклізми, та Автоботи знаходять вихід. Коли Десептикони летять до Кібертрона, ті атакують їхній корабель з енергоном, в результаті вибух відкидає Кібертрон назад. Між Десептиконами виникають кілька конфліктів, Меґатрон кидає виклик Оптімусу на поєдинок, щоб так визначити переможця у війні. Та Меґатрон таємно одержує силу всіх Десептиконів, порушуючи правила двобою. Диноботи викривають обман, після чого Автоботи скидають своїх противників, в тому числі й Меґатрона, в лаву.
Сезон 2 (17-65)
Десептикони знову вижили, а Меґатрон придумує новий спосіб здолати Автоботів. Свідомість пораненого Спайка на деякий час поміщають у тіло робота, проти чого той протестує. Цим і сподівається скористатися Меґатрон, обернувши Спайка проти своїх рятівників.
Після провалу цієї операції, Меґатрон не полишає спроби захопити Землю і знищити Автоботів. Десептикони атакують кілька важливих земних центрів, тимчасово ламають Автоботів, зв'язуються з жителями Атлантиди та іншими роботами, подорожують в часі, але все марно.
Тоді Меґатрон налаштовує людських політиків проти Автоботів, однак, скоро стикається з тією ж проблемою, що й Автоботи — обидві фракції слабнуть через виснаження запасів елементу кібертроніуму в їхніх тілах, допомогти в чому можуть тільки створені на Землі Диноботи.
Меґатрон відкрито шантажує людство, а Автоботи допомагають землянам боротися з численним бідами, в тому числі подорожуючи по космосу. Бачачи, що йому замало військ, Меґатрон створює з автомобілів нових союзників — Ефектиконів, а Автоботи у відповідь Аероботів.
Наприкінці сезону Десептикони з Ефектиконами збирають потужну лазерну зброю, використати яку не дають замасковані під Ефектиконів Автоботи.
Transformers: The Movie
Поки Автоботи і Десептикони билися на Землі, в космосі з'явилася давня механічна планета Юнікрон, яка пожирала інші планети. Трансформери пробули на Землі до 2005 року, а Автоботи навіть закріпилися на супутниках Кібертрона. Десептикони збивають шатл, через що гинуть одні з найкращих Автоботів, і штурмують їхнє місто. В ході битви Оптімус Прайм зазнає смертельної рани та передає Матрицю Лідерства найдостойнішому — Ультра Магнусу, який відтоді стає лідером Автоботів. Матриця Лідерства виявляється єдиним, чого боїться Юнікрон, хоч про це ще ніхто, крім нього самого, не знає.
Старскрім дорогою до Кібертрона викидає Меґатрона з наближеними в космос, після чого тих притягує Юнікрон та дає їм нові тіла. Меґатрон стає Гальватроном, але взамін за порятунок повинен знайти і знищити Матрицю Лідерства.
Тим часом Старскрім святкує свою коронацію на Кібертроні. Його вбиває раптово прибулий Гальватрон. Юнікрон прилітає до Кібертрона та стає поглинати його супутники, проти чого Гальватрон протестує, але змушений підкоритися. Автоботи ж безуспішно намагаються врятувати свою планету, встигнувши послати сигнал про допомогу Ультра Магнусу.
Ультра Магнус летить від Землі на сигнал, коли Гальватрон збиває його шатл. Однак, Юнікрон повідомляє, що Матриця Лідерства і її носій цілі — Ультра Магнус перехитрив Десептиконів, відстикувавши частину свого корабля.
Частина Автоботів, серед яких Хот Род, потрапляють на планету Квінтесса, де якісь Квінтессони судять знайдених Трансформерів, кидаючи засуджених до механічних чудовиськ. Ультра Магнус опиняється на Джанці (Брухтоні), туди ж прибуває Гальватрон. Лідерові Автоботів не вдається відкрити Матрицю Лідерства, Гальватрон розстрілює Ультра Магнуса і відбирає в нього Матрицю, але вирішує з її силою підкорити Юнікрона. Хот Родові з командою вдається втекти на кораблі Квінтессонів на Джанк. Вони відновлюють Магнуса та летять на бій з Юнікроном і за Матрицею.
Гальватрон безуспішно пробує взяти під контроль Юнікрона, котрий трансформується в робота і береться руйнувати Кібертрон. Хот Род вступає з Гальватроном у бій, забирає Матрицю, яка в його руках відкривається, перетворюючи Хот Рода на Родаймеса Прайма. Він викидає противника в космос, а Юнікрона руйнує.
Тепер Кібертрону нічого не загрожує, Десептиконів майже не залишилося. Родаймес проголошує нову еру миру для трансформерів.
Сезон 3 (66-95)
Залишки Десептиконів, скориставшись інформацією з останків Юнікрона, дізнаються місцезнаходження Гальватрона і вирушають на пошуки свого лідера. Автоботи в цей час святкують перемогу, але хтось викрадає декого з них і Спайка Вітвікі. З'ясовується, що за цим стоять Квінтессони — творці Трансформерів, колись вигнані роботами з Кібертрона. Квінтессони прибувають на Кіберторон, сподіваючись з допомогою колись залишеного там пристрою взяти планету під контроль, але в них нічого не виходить через втручання Спайка.
Неочікувано Оптімус Прайм воскресає, оживлений Квінтессонами, але не таким, яким його знали раніше. Він хоче вбити Родаймеса, але все ж повертає контроль над собою і здійснює самогубство, щоб не нашкодити побратимам. Квінтессони втілюють різні інші плани зі знищення трансформерів і захоплення Кібертрона, так і не добиваючись значних успіхів.
Та найбільше шкоди завдають люди. Професор Морган розповсюджує вірус ненависті, що вражає і людей і роботів. Оптімуса Прайма воскрешають вдруге, він відбирає Матрицю Лідерства в зараженого вірусом Родаймеса і її силою виліковує епідемію.
Сезон 4 (96-98)
Через кілька місяців Десептикони, накопичивши сили, атакують Автоботів та викрадають Ключ від камер з плазмовою енергією в надрах Кібертрона. Потрапивши на планету Неб'юла, Автобот Брейншорм втілює свій давній задум — об'єднати людську техніку з трансформерами, створивши Мастаків (англ. Headmasters). Однак, своїх Мастаків отримують і Десептикони.
Гальватрон, використавши Ключ, задумав підірвати Сонце заради отримання енергії. Для цього він спрямовує плазмову енергію зі сховищ на зорю. Сонце ось-ось вибухне, а всі трансформери вимикаються. Спайк програмовує головний комп'ютер Кібертона з випромінювання на поглинання надлишкової енергії, яка йде на відновлення планети і реактивацію її жителів. Так настає новий «Золотий Вік» Кібертрона. Хоч Гальватрон зі своїми прислужниками вцілів, трансформери починають мирне життя, готові до майбутніх проблем, якщо вони будуть.

## Список епізодів

### Пілотні епізоди (1984)
1. s00e01 More Than Meets the Eye (Part 1) / Складніше, ніж здається на перший погляд (частина 1)
2. s00e02 More Than Meets the Eye (Part 2) / Складніше, ніж здається на перший погляд (частина 2)
3. s00e03 More Than Meets the Eye (Part 3) / Складніше, ніж здається на перший погляд (частина 3)

### Сезон 1 (1984)
1. s01e04 Transport to Oblivion / Транспорт у забуття
2. s01e05 Roll for It / Операція «На виїзд!»
3. s01e06 Divide and Conquer / Діліть і завойовуйте
4. s01e07 Fire in the Sky / Вогонь в небі
5. s01e08 S.O.S. Dinobots / Кіберзаври, на допомогу!
6. s01e09 Fire on the Mountain / Вогонь на горі
7. s01e10 War of the Dinobots / Війна Кіберзаврів
8. s01e11 The Ultimate Doom (Part 1) / Остаточна загибель (частина 1)
9. s01e12 The Ultimate Doom (Part 2) / Остаточна загибель (частина 2)
10. s01e13 The Ultimate Doom (Part 3) / Остаточна загибель (частина 3)
11. s01e14 Countdown to Extinction / Зворотний відлік
12. s01e15 A Plague of Insecticons / Рій комахоноїдів
13. s01e16 Heavy Metal War / Війна важкого металу

### Сезон 2 (1985)
1. s02e17 Autobot Spike / Кібер Спис
2. s02e18 Changing Gears / Зміна Зубчака
3. s02e19 City of Steel / Сталеве місто
4. s02e20 Attack of the Autobots / Напад Кіберів
5. s02e21 Traitor / Зрадник
6. s02e22 The Immobilizer / Знерухомлювач
7. s02e23 The Autobot Run / Заїзд Кіберів
8. s02e24 Atlantis, Arise! / Знайдена Атлантида
9. s02e25 Day of the Machines / свято машин
10. s02e26 Enter the Nightbird / Приліт вечірньої пташки
11. s02e27 A Prime Problem / Проблема з Найкращим
12. s02e28 The Core / Ядро
13. s02e29 The Insecticon Syndrome / Синдром Комахоноїдів
14. s02e30 Dinobot Island (Part 1) / Острів Кіберзаврів (частина 1)
15. s02e31 Dinobot Island (Part 2) / Острів Кіберзаврів (частина 2)
16. s02e32 The Master Builders / Майстри-будівельники
17. s02e33 Auto Berserk / Самобожевілля
18. s02e34 Microbots / Мікрокібери
19. s02e35 Megatron's Master Plan (Part 1) / Головний план Мегатрона (частина 1)
20. s02e36 Megatron's Master Plan (Part 2) / Головний план Мегатрона (частина 2)
21. s02e37 Desertion of the Dinobots (Part 1) / Обманоїди-дезертири (частина 1)
22. s02e38 Desertion of the Dinobots (Part 2) / Обманоїди-дезертири (частина 2)
23. s02e39 Blaster Blues / Бластеровий блюз
24. s02e40 A Decepticon Raider in King Arthur's Court / Нападник Обманоїдів у дворі короля Артура
25. s02e41 The Golden Lagoon / Золоте озеро
26. s02e42 The God Gambit / Гамбіт Бога
27. s02e43 Make Tracks / Дати стрікача
28. s02e44 Child's Play / Дитяча гра
29. s02e45 Quest for Survival / Боротьба для виживання
30. s02e46 The Secret of Omega Supreme / Таємниця Омеги Великого
31. s02e47 The Gambler / Азартний гравець
32. s02e48 Kremzeek! / Кремзік!
33. s02e49 Sea Change / Морські зміни
34. s02e50 Triple Takeover / Потрійна зміна
35. s02e51 Prime Target / Найкраща ціль
36. s02e52 Auto-Bop / Дискоторон
37. s02e53 The Search for Alpha Trion / У пошуках Альфа Тріона
38. s02e54 The Girl Who Loved Powerglide / Дівчина, яка любила Енергопланера
39. s02e55 Hoist Goes to Hollywood / Планер прямує в Голівуд
40. s02e56 The Key to Vector Sigma (Part 1) / Ключ від Вектора Сігми (частина 1)
41. s02e57 The Key to Vector Sigma (Part 2) / Ключ від Вектора Сігми (частина 2)
42. s02e58 Aerial Assault / Повітряний наліт
43. s02e59 War Dawn / Світанок війни
44. s02e60 Trans-Europe Express / Транс-європейський експрес
45. s02e61 Cosmic Rust / Космічна іржа
46. s02e62 Starscream's Brigade / Зорекрикова бригада
47. s02e63 The Revenge of Bruticus / Помста Брутальника
48. s02e64 Masquerade / Маскарад
49. s02e65 B.O.T. / Б. О.Т.

### Повнометражний мультфільм (1986)
- The Transformers: The Movie / Трансформери

### Сезон 3 (1986—1987)
1. s03e66 The Five Faces of Darkness (Part 1) / П'ять облич темряви (частина 1)
2. s03e67 The Five Faces of Darkness (Part 2) / П'ять облич темряви (частина 2)
3. s03e68 The Five Faces of Darkness (Part 3) / П'ять облич темряви (частина 3)
4. s03e69 The Five Faces of Darkness (Part 4) / П'ять облич темряви (частина 4)
5. s03e70 The Five Faces of Darkness (Part 5) / П'ять облич темряви (частина 5)
6. s03e71 The Killing Jar / Так далеко один від одного
7. s03e72 Chaos / Хаос
8. s03e73 Dark Awakening / Темне пробудження
9. s03e74 Forever Is a Long Time Coming / Довго чекати вічності
10. s03e75 Starscream's Ghost / Привид Зорекрика
11. s03e76 Thief in the Night / Нічний злодій
12. s03e77 Surprise Party / Несподіване свято
13. s03e78 Madman's Paradise / Рай божевільного
14. s03e79 Nightmare Planet / Планета страшних снів
15. s03e80 Ghost in the Machine / Привид у машині
16. s03e81 Webworld / Павутинний світ
17. s03e82 Carnage in C-Minor / Війна у Сі-мінорі
18. s03e83 The Quintesson Journal / Журнал Квінтессонів
19. s03e84 The Ultimate Weapon / остаточна зброя
20. s03e85 The Big Broadcast of 2006 / Велика телетрансляція 2006-го року
21. s03e86 Fight or Flee / Бийся або тікай
22. s03e87 The Dweller in the Depth / Мешканець глибин
23. s03e88 Only Human / Усього тільки людина
24. s03e89 Money Is Everything / Гроші — це все
25. s03e90 Grimlock's New Brain / Новий мозок Твердохвата
26. s03e91 Call of the Primitives / Поклик первісних
27. s03e92 The Face of the Nijika / Обличчя Нічики
28. s03e93 The Burden Hardest to Bear / Найобтяжливіший тягар
29. s03e94 The Return of Optimus Prime (Part 1) / Повернення Оптімуса Найкращого (частина 1)
30. s03e95 The Return of Optimus Prime (Part 2) / Повернення Оптімуса Найкращого (частина 2)

### Сезон 4 (1987)
1. s04e96 The Rebirth (Part 1) / Нове народження (частина 1)
2. s04e97 The Rebirth (Part 2) / Нове народження (частина 2)
3. s04e98 The Rebirth (Part 3) / Нове народження (частина 3)[3]

## Українське закадрове озвучення
Українською мовою мультсеріал озвучено телекомпанією «ICTV» у 1994—1995 році.
- Переклад — Тетяни Герасименко, Олекси Негребецького, Аттили Могильного
- Редактор — Оксана Батюк
- Звукорежисери — Віталій Юрченко, Віталій Ястремський
- Актори — Федір Кириченко, Микола Луценко, Микола Козій